# Fox Racing Shox

Fox Racing Shox — компания и бренд американской компании Fox Factory по производству компонентов подвески для мотоциклов и велосипедов. Штаб-квартира компании расположена в Уотсонвилл, Калифорния.

## История
Компания «Fox Racing Shox» была основана в 1974 году, Бобом Фоксом (Bob Fox). В этом году он начал работу над прототипом первого амортизатора «FOX AirShox» для кроссового мотоцикла Maico.
В 1977 году Боб основал свою компанию «Fox Factory, Inc.».
Впоследствии интересы компании не ограничились только мотокроссом. В конце 1970-х годов «Fox Racing Shox» начала выпуск амортизаторов для автомобилей, рассчитанных для соревнований по бездорожью.
4 января 2008 года завершена сделка, в которой Compass Diversified Holdings (CODI) приобрел контрольный пакет акций FOX.
В 2015 году Fox приобрела некоторые активы Marzocchi, предназначенные для подвески горных велосипедов.
В 2020 году Fox Factory приобретает  OEM-производителя автомобилей SCA Performance у Southern Rocky Holdings, портфельной компании Kinderhook Industries.